# Illusione ipnagogica

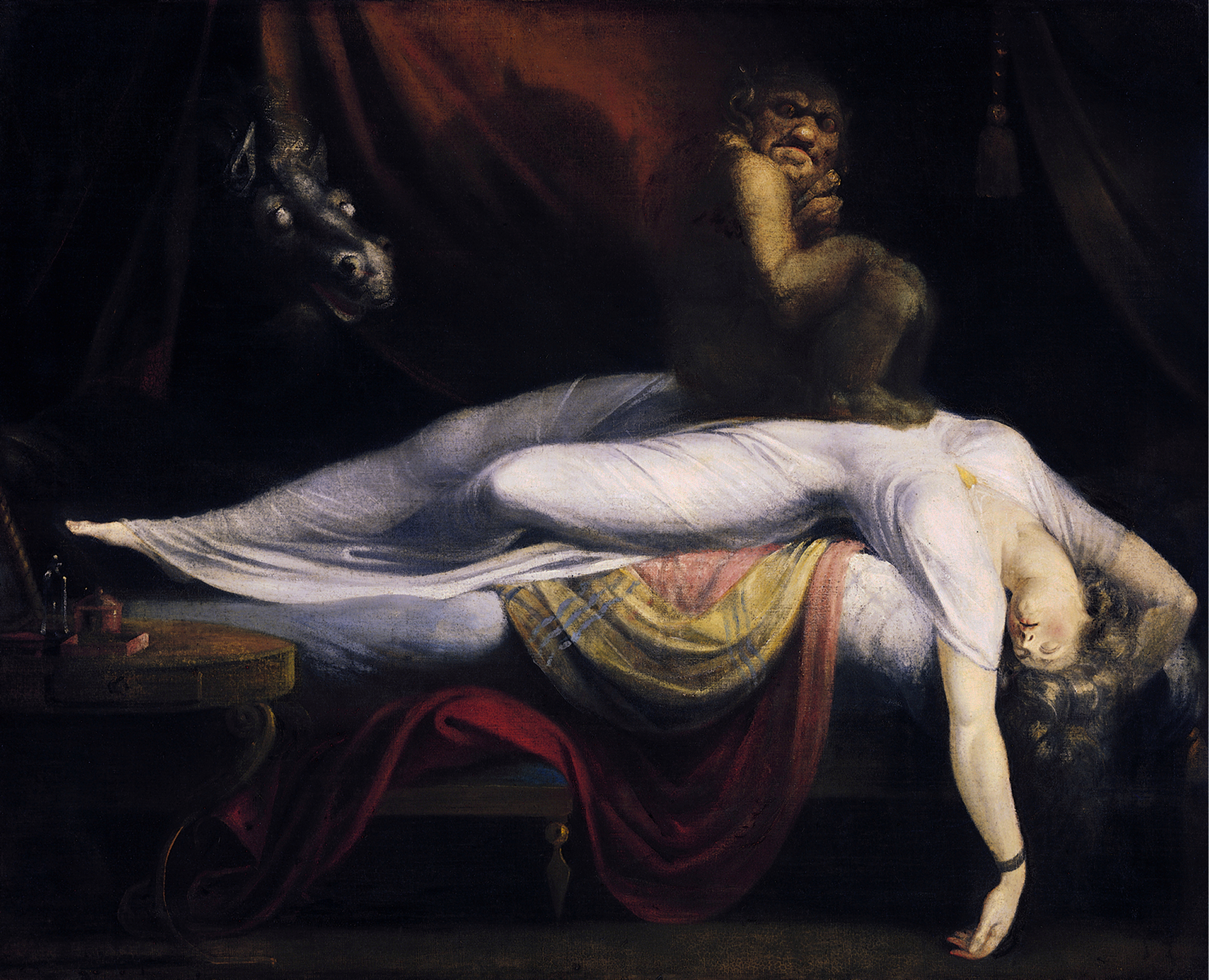
L'incubo di Johann Heinrich Füssli rappresenta un'illusione ipnagogica

Le illusioni o allucinazioni ipnagogiche sono esperienze intense e vivide che si verificano all'inizio o durante un periodo di sonno e avvengono spesso in aggiunta alle paralisi nel sonno.
Si tratta di una delle componenti dello stato ipnagogico, lo stato di coscienza di transizione dalla veglia al sonno

## Caratteristiche
Luigi De Gennaro la descrive come "condizione di semi-coscienza, accompagnata da sensazione di soffocamento da completa incapacità a muovere un solo muscolo e accompagnata da visioni allucinatorie [...] La vittima non riesce a svegliarsi completamente, né a girarsi o invocare aiuto. Questo ultimo aspetto aggiunge un elemento ulteriore alla natura terrifica dell'esperienza. La paralisi motoria è così completa che non si riesce neanche ad articolare suono per invocare aiuto. L'unica eccezione è rappresentata dalla possibilità mantenuta di muovere gli occhi.
Questa fase dura da qualche secondo a diversi minuti in cui alcuni o tutti i sensi, ma in particolar modo vista, udito e tatto, possono risultare coinvolti e frequentemente è molto difficoltoso per il soggetto distinguere l'allucinazione dalla realtà. Alcune volte le allucinazioni ipnagogiche possono costituire un'esperienza piuttosto spaventosa, specialmente perché l'illusione consiste in soggetti terrificanti; nel momento in cui si vive l'esperienza l'approccio migliore consiste nel riflettere che tutto ciò che si sta manifestando non è reale e calmare il proprio panico di fronte a queste illusioni (visive, tattili e uditive) in quanto si alimentano dalle stesse paure del soggetto dormiente, poi scompaiono lasciando il posto a un sonno ristoratore.
Va aggiunto, tuttavia, che proprio in virtù dello stato di coscienza del cervello durante una paralisi, il soggetto che sperimenta questo genere di disturbo, può 'imparare' col tempo a riconoscere l'allucinazione come parte integrante della paralisi. La 'familiarità' con la paralisi permetterà al 'disturbato' di affrontare nel tempo il disturbo con un maggior senso di serenità.

## Storia
La prima descrizione nella cultura occidentale risale a Galeno, il quale si era posto il problema di identificarne le cause. I resoconti medievali sono pieni di descrizioni di fenomeni simili, spesso associati ai processi per stregoneria. Alcuni ricercatori dell'Università di Tabriz, Iran, in collaborazione con i colleghi azeri dell'Università di Baku, hanno attribuito alla cultura persiana (intorno all'anno 1000) la prima completa descrizione clinica del fenomeno. Al-Akhawayni Bukhari, nel suo trattato di medicina Hidayat al-Muta`allemin Fi al-Tibb, descrive dettagliatamente il fenomeno, ritenendolo una conseguenza dell'epilessia, e comunque un valido metodo per uscire dall'esperienza terrifica dall'alone di sovrannaturale che lo accompagnava.

## Le illusioni ipnagogiche nella cultura popolare, nell'arte, in letteratura
Molte culture si sono rappresentate le illusioni ipnagogiche per il tramite di leggende popolari. Nell'isola di Terranova è impersonificata nella Old Hag, una strega che assale chi dorme, impedendogli di gridare oppure reagire e che ha ispirato al gruppo folk irlandese "The Bothy Band" il nome del loro secondo album e di una canzone omonima in esso contenuta, "Old Hag You Have Killed Me". Nella cultura degli Inuit, prende il nome di Uqumangirniq (o Aqtuqsinniq), uno spirito malvagio che cerca di impossessarsi del corpo di una persona che dorme, mentre nella cultura giapponese prende il nome di Kanashibari, e si manifesta con la pressione sul petto da parte di uno spirito. In Italia, si riscontrano molte varianti regionali: in Sardegna, Ammuntadore, in Campania Janara e in Italia centrale Pantafica (o pandàfeche, oppure pantafa, rispettivamente in Abruzzo e nelle Marche). Si tratta in genere della visione di una figura spettrale collocata al fianco o al di sopra di chi dorme, ed è raffigurata vestita di bianco, con occhi demoniaci e un muso lungo e appuntito, attraverso il quale procura ferite anche profonde.
Nel 1781, il pittore svizzero Johann Heinrich Füssli dipinse un quadro che descrive le sue illusioni ipnagogiche. Ne "L'incubo", una giovane donna addormentata è rappresentata con un mostro che le grava sul petto, oltre al volto di una giumenta che si affaccia dalla tenda dello sfondo. Ai giorni nostri Carla MacKinnon e lo psicologo Cristopher French hanno realizzato un cortometraggio "Devil In The Room", con l'obiettivo dichiarato di ridurre il terrore provato dopo tale esperienza. Nicolas Bruno, un artista che soffre di paralisi del sonno, ha fatto arte del suo problema, realizzando una serie di dipinti che rappresentano le sue allucinazioni.
Ishmael, l'io narrante nel "Moby Dick" di Herman Melville, fa una dettagliata descrizione della sua esperienza: "Non si vedeva niente, non si sentiva niente; ma mi parve che una mano soprannaturale mi stringesse la mano. Il mio braccio pendeva lungo la coperta, e la forma o fantasma silenziosa, indefinibile, inimmaginabile a cui apparteneva la mano pareva sedermi vicino sulla sponda del letto. Per ciò che mi parve una durata di secoli e secoli stetti così, agghiacciato dalle paure più tremende, e non osavo ritirare la mano, eppure pensavo continuamente che, solo a poterla muovere di un pollice appena, l'orribile incantesimo si sarebbe spezzato".
Anche Ivan Karamazov ne "I fratelli Karamazov" di Fëdor Dostoevskij, fa una dettagliata descrizione: "Continuavano a battere. Ivan fece per lanciarsi verso la finestra, ma qualcosa gli bloccò mani e piedi. Compì ogni sforzo per rompere quelle catene, ma invano. I colpi alla finestra si facevano sempre più forti. Alla fine le catene si ruppero e Ivan Fëdoroviè saltò in piedi dal divano. Egli si guardò intorno selvaggiamente. Entrambe le candele si erano quasi consumate, il bicchiere che aveva scagliato contro l'ospite stava davanti a lui sul tavolo e sul divano non c'era nessuno. I colpi alla finestra continuavano insistenti, ma non così rumorosi come gli era sembrato in sogno: al contrario, piuttosto contenuti. «Questo non è un sogno! No, giuro, non è stato un sogno, è tutto accaduto davvero!», gridava Ivan Fëdoroviè, poi si slanciò verso la finestra e aprì lo sportellino in alto"